# My Chemical Romances diskografi
Följande är den fullständiga diskografin av officiella releaser av My Chemical Romance. My Chemical Romance är ett amerikanskt rockband som bildades 2001. Kort därefter signades bandet till Eyeball Records och gav ut sitt debutalbum, I Brought You My Bullets, You Brought Me Your Love, 2002. Året därpå signade bandet med Reprise Records och släppte sitt andra studioalbum, Three Cheers for Sweet Revenge, 2004. Albumet blev en succé och sålde över en miljon ex i och med succén av singlarna "Helena", "I'm Not Okay (I Promise)", och "The Ghost of You". Bandets framgång fortsatte under 2006 med deras tredje studioalbum, The Black Parade, som innehåller hitsinglarna "Welcome to the Black Parade", "Famous Last Words", "I Don't Love You", "Teenagers" och den kommande singeln, "Mama".

## Studioalbum

### I Brought You My Bullets, You Brought Me Your Love
- Utgivningsdatum: 23 juli, 2002
- Skivbolag: Eyeball Records
- Producent: Geoff Rickly
- Låtlista:

1. "Romance"
2. "Honey, This Mirror Isn't Big Enough for the Two of Us"
3. "Vampires Will Never Hurt You"
4. "Drowning Lessons"
5. "Our Lady of Sorrows"
6. "Headfirst for Halos"
7. "Skylines and Turnstiles"
8. "Early Sunsets Over Monroeville"
9. "This Is the Best Day Ever"
10. "Cubicles"
11. "Demolition Lovers"

- Annat innehåll: Musikvideor av "Honey, This Mirror Isn't Big Enough for the Two of Us" och "Vampires Will Never Hurt You" i en förlängd cd; en extra cd med musik av andra artister (endast i versionen från 2005 och re-release versionen)[1]

### Three Cheers for Sweet Revenge
- Utgivningsdatum: 8 juni, 2004
- Skivbolag: Reprise Records
- Producent: Howard Benson
- Låtlista:

1. "Helena"
2. "Give 'Em Hell, Kid"
3. "To the End"
4. "You Know What They Do to Guys Like Us in Prison"
5. "I'm Not Okay (I Promise)"
6. "The Ghost of You"
7. "The Jetset Life Is Gonna Kill You"
8. "Interlude"
9. "Thank You for the Venom"
10. "Hang 'Em High"
11. "It's Not a Fashion Statement, It's a Deathwish"
12. "Cemetery Drive"
13. "I Never Told You What I Do for a Living"
14. "Bury Me in Black" (demo; Japansk version bonuslåt)

- Annat innehåll: En DVD med musikvideorna av "I'm Not Okay (I Promise)" och liveframträdanden (endast i den japanska special edition versionen)[2]

### The Black Parade
- Utgivningsdatum: 23 oktober, 2006; 24 oktober, 2006 (i USA); 28 oktober, 2006 (i Australien)
- Skivbolag: Reprise Records
- Producent: Rob Cavallo och My Chemical Romance
- Låtlista:

1. "The End."
2. "Dead!"
3. "This Is How I Disappear"
4. "The Sharpest Lives"
5. "Welcome to the Black Parade"
6. "I Don't Love You"
7. "House of Wolves"
8. "Cancer"
9. "Mama"
10. "Sleep"
11. "Teenagers"
12. "Disenchanted"
13. "Famous Last Words"
14. "Blood" [Hidden Track]

- B-side låtar: "Heaven Help Us", "My Way Home Is Through You", "Kill All Your Friends"
- Annat innehåll: Bok med konceptritningar, foto, produktionsnoteringar, etc. (endast i special editionen); musikvideo av "Welcome to the Black Parade" (endast i den japanska version)[3]

## Livealbum

### Life on the Murder Scene
- Utgivningsdatum: 21 mars, 2006
- Skivbolag: Reprise Records
- Producent: Howard Benson och Ken Blaustein
- Låtlista:

1. "Thank You for the Venom" [Live]
2. "Cemetery Drive" [Live]
3. "Give 'Em Hell, Kid" [Live]
4. "Headfirst for Halos" [Live]
5. "Helena" [Live]
6. "You Know What They Do to Guys Like Us in Prison" [Live]
7. "The Ghost of You" [Live]
8. "I'm Not Okay (I Promise)" [Live]
9. "I Never Told You What I Do for a Living" [Demo]
10. "Bury Me in Black" [Demo]
11. "Desert Song" [Album]

- Annat innehåll: Två DVD:er (också såld med separat som två UMD:s[4]): en med en videodagbok av bandet och en annan med musikvideorm, bakom scenen, och liveframträdanden. (se nedan)

## DVD

### Life on the Murder Scene
- Utgivningsdatum: 21 mars, 2006
- Skivbolag: Reprise Records
- Producent: Howard Benson och Ken Blaustein
- Innehåll:
  - Videodagbok
  - Liveframträdanden:

1. "I'm Not Okay (I Promise)"
2. "Cemetery Drive"
3. "Our Lady of Sorrows"
4. "Honey, This Mirror Isn't Big Enough for the Two of Us"
5. "Headfirst for Halos"
6. "The Ghost of You"
7. "Thank You for the Venom"
8. "Give 'Em Hell, Kid"
9. "Vampires Will Never Hurt You"
10. "Helena"

- - Music videos:

1. "I'm Not Okay (I Promise)" [Första versionen]
2. "I'm Not Okay (I Promise)" [Andra versionen]
3. "The Making of I'm Not Okay (I Promise)"
4. "Helena"
5. "The Making of Helena"
6. "The Ghost of You"
7. "The Making of The Ghost of You"

- - TV framträdanden:

1. "I'm Not Okay (I Promise)" [Live från Late Night with Conan O'Brien]
2. "I'm Not Okay (I Promise)" [Live från Discover and Download]

- - Online framträdanden:

1. "Helena" [Live från Sessions@AOL]
2. "I'm Not Okay (I Promise)" [Live från Sessions@AOL]
3. "The Ghost of You" [Live från Sessions@AOL]
4. "You Know What They Do to Guys Like Us in Prison" [Live från Sessions@AOL]
5. "I'm Not Okay (I Promise)" [Live at launch]
6. "Helena" [Live at launch]

- Annat innehåll: CD med livelåtar, demos, samt en ny låt (se ovan) Såldes också som två UMDs[4] utan en cd.

## EP

### Like Phantoms, Forever[5]
- Utgivningsdatum: Augusti, 2002
- Skivbolag: Eyeball Records
- Producent: Geoff Rickly
- Låtlista:

1. "Vampires Will Never Hurt You"
2. "This Is the Best Day Ever"
3. "Jack the Ripper" [Live; ursprungligen av Morrissey]

### Warped Tour Bootleg Series[6]
- Utgivningsdatum: Augusti, 2005
- Skivbolag: Reprise Records
- Producent: Geoff Rickly
- Låtlista:

1. "I'm Not Okay (I Promise)" [Live]
2. "Thank You for the Venom" [Live]
3. "Helena" [Live]
4. "Cemetery Drive" [Live]
5. "You Know What They Do to Guys Like Us in Prison" [Live]
6. "Give 'Em Hell, Kid" [Live]

### Live and Rare[7]
- Utgivningsdatum: 21 november, 2007
- Skivbolag: Warner Music Japan
- Producent: Geoff Rickly
- Låtlista:

1. "Famous Last Words" [Live]
2. "Cancer" [Live]
3. "House of Wolves" [Live]
4. "Dead!" [Live]
5. "My Way Home Is Through You" [Album]
6. "Kill All Your Friends" [Album]

## Singlar
| Utgivningsdatum   | Titel                                                   | Listpositioner | Listpositioner | Listpositioner | Listpositioner | Listpositioner | Listpositioner | Listpositioner | Album                                              |
| Utgivningsdatum   | Titel                                                   | US             | POP            | ROCK           | MAIN ROCK      | UK             | AU             | NZ             | Album                                              |
| ----------------- | ------------------------------------------------------- | -------------- | -------------- | -------------- | -------------- | -------------- | -------------- | -------------- | -------------------------------------------------- |
| 23 juli, 2002     | "Honey, This Mirror Isn't Big Enough for the Two of Us" | -              | -              | -              | -              | 182            | -              | -              | I Brought You My Bullets, You Brought Me Your Love |
| 2002              | "Vampires Will Never Hurt You"                          | -              | -              | -              | -              | -              | -              | -              | I Brought You My Bullets, You Brought Me Your Love |
| 5 april, 2004     | "Headfirst for Halos"                                   | -              | -              | -              | -              | 80             | -              | -              | I Brought You My Bullets, You Brought Me Your Love |
| 2004              | "Our Lady of Sorrows"                                   | -              | -              | -              | -              | -              | -              | -              | I Brought You My Bullets, You Brought Me Your Love |
| 13 december, 2004 | "Thank You for the Venom"                               | -              | -              | -              | -              | 71             | -              | -              | Three Cheers for Sweet Revenge                     |
| 7 december, 2004  | "I'm Not Okay (I Promise)"                              | 86             | 64             | 4              | -              | 19             | 65             | 38             | Three Cheers for Sweet Revenge                     |
| 3 mars, 2005      | "Helena"                                                | 33             | 31             | 11             | -              | 20             | 78             | 27             | Three Cheers for Sweet Revenge                     |
| 12 april, 2005    | "Under Pressure" (med The Used)                         | 41             | 28             | 28             | -              | -              | -              | -              | In Love and Death (album av The Used)              |
| 30 augusti, 2005  | "The Ghost of You"                                      | 84             | 78             | 9              | 38             | 27             | -              | -              | Three Cheers for Sweet Revenge                     |
| 9 oktober, 2006   | "Welcome to the Black Parade"                           | 9              | 8              | 1 (7)          | 24             | 1 (2)          | 14             | 2              | The Black Parade                                   |
| 22 januari, 2007  | "Famous Last Words"                                     | 88             | 87             | 4              | 23             | 8              | 20             | 6              | The Black Parade                                   |
| 2 april, 2007     | "I Don't Love You"                                      | -              | -              | -              | -              | 13             | 64             | -              | The Black Parade                                   |
| 9 juli, 2007      | "Teenagers"                                             | 67             | 39             | 13             | -              | 9              | 16             | 5              | The Black Parade                                   |
| Okänt             | "Mama"                                                  | -              | -              | -              | -              | -              | -              | -              | The Black Parade                                   |